# グァンス
グァンス（1987年4月22日 - ）は、大韓民国のアイドルグループSUPERNOVA（旧・超新星）のメンバー。

## プロフィール
- 身長182cm、体重68kg。血液型はB型。
- 趣味はショッピング、ゲーム、靴・DVD収集、Zippoのコレクション。
- 特技はスキー、韓国式剣道、ダンス。ゴルフ。
- 好きな日本料理は牛丼。
- 家族構成は父、母、妹。超新星メンバーから「グァンスはグァンスのお父さんにそっくり！」と言われている。
- 好きな女性のタイプは、綾瀬はるか。
- 好きな花はフリージア。花言葉は「無邪気」「親愛」。
- ニックネームは、グァンス。グァンちゃん。グァン様。K様。

## エピソード
- 超新星メンバーの中で一番のモムチャン（マッチョ）。毎日1・2時間はジムで筋トレしている。
- 神話のリーダーのエリックを尊敬している。
- ジュード・ロウ、ジャスティン・ティンバーレイクのファンで、この二人に顔が似ていると言われると嬉しいらしい。だが、実際に似ていると言われたのはイライジャ・ウッドらしい。
- 中学2年生のときに芸能界に入り、高校3年生のときに歌手を目指し始めた。きっかけはジャスティン・ティンバーレイクのミュージックビデオを見たことである。
- とてもマメな性格であり、Twitterや自身のブログをよく更新している。
- 日本語を習得するのが早く、大学でも日本語の授業を受けていた。
- 下着は基本的に黒（本人談）。寝る時はパジャマにノーパンツであることを公言している。
- 声がとても大きい。
- 動物が苦手で、特に犬がこわい。
- 気分が良くなると、場所を気にせずTシャツなどを脱いで上半身裸になる。
- ジェスチャーゲームが苦手。
- メンバーや親しい友人、スタッフの誕生日は必ずお祝いやプレゼントをする。
- 短距離走が得意。
- 2016年6月9日に論山訓練所に入所[1]。京畿南部地方警察庁広報団に所属。2018年3月に除隊した。

## 出演作品
ミュージカル
- RUN TO YOU（2012年） - ジェミン役
- RUN TO YOU ～Street Life～（2015年） - ジェミン 役[2]
- ミュージカル「ふたり阿国」（2019年） - 一蔵 役[3]
- ミュージカル「神が僕を創る時」（2024年） - 神 役[4]

テレビドラマ
- リアル・スクール（2011年、MBC） - ミュージカルダンス担当講師役
- 1年に12人の男（2012年、tvN） - シフ役
- 女くどき飯 第7話（2015年、MBS） - イ・ジュンソ役

映画
- 君にラヴソングを（2010年） - グァンス役
- 僕たちのアフタースクール（2011年） - グァンス役
- この世の果て（2014年）- ヒョッフン役[5]
- TOKYO24（2019年） - 金城蓮役[6]

舞台
- Honganji（2016年） - 下間仲世 役[7]
- DEVIL MAY CRY -THE LIVE HACKER-（2019年） - ギデオン 役[8]
- 私に会いに来て（2019年） - 容疑者 役[9]
- 脳内ポイズンベリー（2020年） - 岸 役[10]
- 最果てリストランテ（2024年）[11]
- ろくでなしコーラス2025（2025年公演予定）[12]
- マクベス：空の王座（2025年公演予定）[13]